# داني فونسيكا
داني فونسيكا (بالإسبانية: Danny Fonseca)‏ (مواليد 7 نوفمبر 1979) هو لاعب كرة قدم. يلعب مع منتخب كوستاريكا لكرة القدم. سبق له أن لعب في كأس العالم لكرة القدم مع منتخب بلاده.

## روابط خارجية
- داني فونسيكا على موقع الاتحاد الدولي (مؤرشف)  (الإنجليزية)
- داني فونسيكا على موقع قاعدة بيانات كرة القدم.إي يو (الإنجليزية)
- داني فونسيكا على موقع ناشيونال فوتبول تيمز (الإنجليزية)
- داني فونسيكا على موقع Soccerway.com (الإنجليزية)
- داني فونسيكا على موقع عالم كرة القدم.نت (الإنجليزية)